# Королівський коледж мистецтв
51°30′05″ пн. ш. 0°10′44″ зх. д. / 51.501388888889° пн. ш. 0.17888888888889° зх. д.
Королівський коледж мистецтв (англ. Royal College of Art, скор. RCA ) — британський навчальний заклад, що пропонує навчання в аспірантурі з мистецтва та дизайну студентам із понад 60 країн світу. З 2019 RCA займає перше місце в рейтингу QS Рейтинг світових університетів у предметній галузі мистецтва та дизайну протягом п'яти років поспіль.

## Історія
Створений в 1837 в Сомерсет-хаусі як Government School of Design (або Metropolitan School of Design).
У 1852 його очолив Річард Бурчетт і керував ним понад двадцять років. У зв'язку з розширенням, в 1853 коледж переїхав в Мальборо-хаус, а потім в Південний Кенсінгтон в Музей Вікторії та Альберта.
У 1857 перейменовано на Normal Training School of Art, а в 1863 - в National Art Training School.
На рубежі 1896/1897 став називатися Royal College of Art, зберігши це ім'я до теперішнього часу. Коледж продовжував розширюватися і в 1967 отримав Королівську хартію, яка дала йому статус незалежного університету з повноваженнями видавати свої власні ступеня.

## Діяльність
Коледж має три кампуси, розташовані в Південному Кенсінгтоні, Баттерсі і в White City.
Випускники можуть отримати ступінь Master of Arts, Master of Philosophy та Doctor of Philosophy у двадцяти восьми тематичних сферах, розділених на чотири школи: архітектура, мистецтво та гуманітарні науки, комунікації, дизайн.
Серед його випускників — визначні люди у багатьох сферах діяльності. Коледж має кілька нагород та премій, які присуджує своїм випускникам, зокрема, приз Шейли Робінсон . Існує Товариство Королівського коледжу мистецтв, яке об'єднує його випускників.
Серед випускників Королівського коледжу мистецтв за 1968 скандально відомий художник, фотограф і фальсифікатор творів мистецтва Грем Овенден.